# Saudi Professional League 2022/23
Die Saudi Professional League 2022/23 war die 47. Spielzeit der höchsten saudi-arabischen Fußballliga seit ihrer Gründung im Jahr 1976. Die Liga wurde aus Sponsorengründen auch Roshn Saudi League genannt. Organisiert wurde die Liga vom saudi-arabischen Fußballverband. Die Liga begann mit dem ersten Spieltag am 25. August 2022 und endete mit dem letzten Spieltag am 31. Mai 2023. Titelverteidiger war al-Hilal.

## Mannschaften
| Mannschaft   | Standort        | Stadion                                           | Kapazität     |
| ------------ | --------------- | ------------------------------------------------- | ------------- |
| Abha Club    | Abha            | Prince Sultan bin Abdul Aziz Stadium              | 20.000        |
| Al-Adalah FC | al-Hasa         | Prince Abdullah bin Jalawi Stadium                | 26.000        |
| al-Batin     | Hafar al-Batin  | Al-Batin Club Stadium                             | 6.000         |
| al-Ettifaq   | Dammam          | Prinz-Mohamed-bin-Fahd-Stadion                    | 35.000        |
| al-Fateh SC  | al-Hasa         | Prince Abdullah bin Jalawi Stadium                | 26.000        |
| al-Fayha FC  | Al-Madschmaʿa   | Al Majma'ah Sports City                           | 7.000         |
| al-Hilal     | Riad            | König-Fahd-Stadion Prince Faisal bin Fahd Stadium | 62.685 22.500 |
| Ittihad FC   | Dschidda        | King Abdullah Sports City Stadium                 | 62.345        |
| Khaleej Club | Saihat          | Prinz-Mohamed-bin-Fahd-Stadion                    | 35.000        |
| al-Nassr FC  | Riad            | Mrsool Park                                       | 25.000        |
| al-Raed      | Buraida         | King Abdullah Sport City Stadium                  | 25.000        |
| al-Shabab    | Riad            | König-Fahd-Stadion Prince Faisal bin Fahd Stadium | 62.685 22.500 |
| al-Taawoun   | Buraida         | King Abdullah Sport City Stadium                  | 25.000        |
| Al-Tai FC    | Ha'il           | Prince Abdul Aziz bin Musa'ed Stadium             | 12.000        |
| al-Wahda     | Mekka           | König-Abd-al-Aziz-Stadion                         | 38.000        |
| Damac FC     | Chamis Muschait | Prince Sultan bin Abdul Aziz Stadium              | 20.000        |

## Ausländische Spieler
| Mannschaft   | Spieler 1         | Spieler 2          | Spieler 3           | Spieler 4              | Spieler 5             | Spieler 6           | Spieler 7          | Spieler 8            | Ehemalige Spieler                                            |
| ------------ | ----------------- | ------------------ | ------------------- | ---------------------- | --------------------- | ------------------- | ------------------ | -------------------- | ------------------------------------------------------------ |
| Abha Club    | Tayeb Meziani     | Devis Epassy       | Felipe Caicedo      | Saad Natiq             | Amine Atouchi         | Driess Saddiki      | Uroš Matić         | Saad Bguir           | Prestige Mboungou Luís Miquissone                            |
| Al-Adalah FC | Edson             | Reinaldo Lenis     | Milan Mijatović     | Christofer Gonzáles    | Pedro Eugénio         | Boris Godál         | David Tijanić      | Marcus Antonsson     | Lautaro Palacios Anderson Plata Mikael Dyrestam Martin Angha |
| al-Batin     | Maurício Antônio  | Sebastián Pedroza  | Andrés Felipe Roa   | André Bukia            | Thibault Peyre        | Salifu Mudasiru     | Martín Campaña     | Renzo López          |                                                              |
| al-Ettifaq   | Paulo Victor      | Vitinho            | Marcel Tisserand    | Youssoufou Niakaté     | Darko Velkovski       | Robin Quaison       | Naïm Sliti         | Berat Özdemir        |                                                              |
| al-Fateh SC  | Petros            | Sofiane Bendebka   | Tristan Dingomé     | Mourad Batna           | Marwane Saâdane       | Jacob Rinne         | Cristian Tello     | Fran Vélez           | Alex Valera Christian Cueva                                  |
| al-Fayha FC  | Paulinho          | Ricardo Ryller     | Victor Ruiz Abril   | Anthony Nwakaeme       | Aleksandar Trajkovski | Milan Pavkov        | Vladimir Stojković |                      | Panagiotis Tachtsidis                                        |
| al-Hilal     | Michael           | Luciano Vietto     | Gustavo Cuéllar     | Moussa Marega          | Odion Ighalo          | André Carrillo      | Jang Hyun-soo      |                      | Matheus Pereira                                              |
| Ittihad FC   | Igor Coronado     | Marcelo Grohe      | Bruno Henrique      | Romarinho              | Hélder Costa          | Tarek Hamed         | Ahmed Hegazy       | Abderrazak Hamdallah |                                                              |
| Khaleej Club | Douglas Friedrich | Morato             | Lucas Souza         | Sokol Cikalleshi       | André Biyogo Poko     | Izuchuckwu Anthony  | Pedro Amaral       | Fábio Martins        | Djamel Benlamri Brayan Riascos                               |
| al-Nassr FC  | Luiz Gustavo      | Talisca            | Gonzalo Martínez    | Agustín Rossi          | Jaloliddin Masharipov | Ghislain Konan      | Cristiano Ronaldo  | Álvaro González      | Vincent Aboubakar David Ospina                               |
| al-Raed      | Pablo Santos      | Júlio Tavares      | Damjan Đoković      | Karim El Berkaoui      | Mohamed Fouzair       | Silviu Lung Jr.     | Alexandru Mitriță  |                      | Renê Santos                                                  |
| al-Shabab    | Carlos            | Iago Santos        | Éver Banega         | Cristian Guanca        | Aaron Boupendza       | Grzegorz Krychowiak | Kim Seung-gyu      | Santi Mina           |                                                              |
| al-Taawoun   | Flávio Medeiros   | Mailson            | Naldo               | Léandre Tawamba        | Aschraf El Mahdioui   | Kaku                | Álvaro Medrán      |                      |                                                              |
| Al-Tai FC    | Victor Braga      | Dener              | Amir Sayoud         | Collins Fai            | Guy Mbenza            | Alfa Semedo         | Adrián Martínez    | Knowledge Musona     |                                                              |
| al-Wahda     | Anselmo           | Óscar Duarte       | Jean-David Beauguel | Karim Yoda             | Gerson Rodrigues      | Fayçal Fajr         | Munir El Kajoui    | Alberto Botía        |                                                              |
| Damac FC     | Bruno Duarte      | Abdelkader Bedrane | Farouk Chafaï       | El Arbi Hillel Soudani | Moustapha Zeghba      | Domagoj Antolić     | Adam Maher         | Nono                 |                                                              |

## Abschlusstabelle
Stand: Saisonende 2022/23
| Pl. | Verein       | Sp. | S  | U | N  | Tore    | Diff. | Punkte |
| --- | ------------ | --- | -- | - | -- | ------- | ----- | ------ |
| 1.  | Ittihad FC   | 30  | 22 | 6 | 2  | 060:130 | +47   | 72     |
| 2.  | al-Nassr FC  | 30  | 20 | 7 | 3  | 063:180 | +45   | 67     |
| 3.  | al-Hilal     | 30  | 17 | 8 | 5  | 054:290 | +25   | 59     |
| 4.  | al-Shabab    | 30  | 17 | 5 | 8  | 057:330 | +24   | 56     |
| 5.  | al-Taawoun   | 30  | 16 | 7 | 7  | 046:340 | +12   | 55     |
| 6.  | al-Fateh SC  | 30  | 13 | 4 | 13 | 048:430 | +5    | 43     |
| 7.  | al-Ettifaq   | 30  | 10 | 7 | 13 | 028:360 | −8    | 37     |
| 8.  | Damac FC     | 30  | 9  | 9 | 12 | 033:430 | −10   | 36     |
| 9.  | Al-Tai FC    | 30  | 10 | 4 | 16 | 041:490 | −8    | 34     |
| 10. | al-Raed      | 30  | 9  | 7 | 14 | 041:490 | −8    | 34     |
| 11. | al-Fayha FC  | 30  | 8  | 9 | 13 | 031:430 | −12   | 33     |
| 12. | Abha Club    | 30  | 10 | 3 | 17 | 033:520 | −19   | 33     |
| 13. | al-Wahda     | 30  | 8  | 8 | 14 | 026:430 | −17   | 32     |
| 14. | Khaleej Club | 30  | 9  | 4 | 17 | 030:440 | −14   | 31     |
| 15. | Al-Adalah FC | 30  | 7  | 7 | 16 | 030:560 | −26   | 28     |
| 16. | al-Batin     | 30  | 5  | 5 | 20 | 027:630 | −36   | 20     |

| Zum Saisonende 2022/23: |
| Saudi-Arabischer Meister, Teilnahme an der Gruppenphase der AFC Champions League sowie Qualifikation für die FIFA-Klub-Weltmeisterschaft 2023 Vizemeister und Qualifikation für die Play-off-Spiele zur AFC Champions League Abstieg in die Saudi First Division League |

## Tabellenverlauf
Verlegte Partien werden entsprechend der ursprünglichen Terminierung dargestellt, damit an allen Spieltagen für jede Mannschaft die gleiche Anzahl an Spielen berücksichtigt wird.
|              | 1  | 2  | 3  | 4  | 5  | 6  | 7  | 8  | 9  | 10 | 11 | 12 | 13 | 14 | 15 | 16 | 17 | 18 | 19 | 20 | 21 | 22 | 23 | 24 | 25 | 26 | 27 | 29 | 29 | 30 |
| ------------ | -- | -- | -- | -- | -- | -- | -- | -- | -- | -- | -- | -- | -- | -- | -- | -- | -- | -- | -- | -- | -- | -- | -- | -- | -- | -- | -- | -- | -- | -- |
| Ittihad FC   | 1  | 6  | 3  | 3  | 3  | 2  | 3  | 3  | 5  | 3  | 3  | 4  | 3  | 3  | 3  | 2  | 2  | 2  | 2  | 1  | 1  | 1  | 1  | 1  | 1  | 1  | 1  | 1  | 1  | 1  |
| al-Nassr FC  | 7  | 9  | 6  | 4  | 5  | 4  | 2  | 2  | 1  | 1  | 1  | 1  | 1  | 1  | 1  | 1  | 1  | 1  | 1  | 2  | 2  | 2  | 2  | 2  | 2  | 2  | 2  | 2  | 2  | 2  |
| al-Hilal     | 3  | 2  | 2  | 2  | 2  | 5  | 5  | 4  | 3  | 4  | 5  | 3  | 2  | 2  | 4  | 4  | 4  | 4  | 5  | 4  | 4  | 4  | 4  | 4  | 4  | 4  | 4  | 4  | 3  | 3  |
| al-Shabab    | 2  | 1  | 1  | 1  | 1  | 1  | 1  | 1  | 2  | 2  | 2  | 2  | 4  | 4  | 2  | 3  | 3  | 3  | 3  | 3  | 3  | 3  | 3  | 3  | 3  | 3  | 3  | 3  | 4  | 4  |
| al-Taawoun   | 4  | 3  | 4  | 6  | 4  | 3  | 6  | 5  | 4  | 5  | 4  | 5  | 5  | 5  | 5  | 5  | 5  | 5  | 4  | 5  | 5  | 5  | 6  | 6  | 5  | 5  | 5  | 5  | 5  | 5  |
| al-Fateh SC  | 13 | 7  | 9  | 11 | 9  | 9  | 9  | 8  | 9  | 8  | 9  | 10 | 7  | 8  | 6  | 6  | 6  | 6  | 6  | 6  | 6  | 6  | 5  | 5  | 6  | 6  | 6  | 6  | 6  | 6  |
| al-Ettifaq   | 10 | 11 | 8  | 9  | 10 | 10 | 8  | 10 | 10 | 10 | 10 | 8  | 10 | 10 | 9  | 10 | 11 | 12 | 10 | 10 | 11 | 12 | 12 | 8  | 9  | 8  | 8  | 10 | 10 | 7  |
| Damac FC     | 8  | 4  | 5  | 7  | 6  | 7  | 7  | 6  | 6  | 6  | 6  | 6  | 8  | 6  | 8  | 7  | 7  | 7  | 9  | 7  | 7  | 7  | 7  | 9  | 8  | 9  | 11 | 7  | 7  | 8  |
| al-Tai FC    | 5  | 5  | 7  | 5  | 8  | 6  | 4  | 7  | 7  | 9  | 7  | 7  | 9  | 9  | 10 | 9  | 8  | 8  | 7  | 8  | 8  | 8  | 8  | 7  | 7  | 7  | 7  | 8  | 8  | 9  |
| al-Raed      | 9  | 8  | 10 | 8  | 7  | 8  | 10 | 11 | 11 | 11 | 11 | 11 | 11 | 11 | 12 | 12 | 10 | 10 | 12 | 9  | 9  | 9  | 10 | 11 | 11 | 11 | 10 | 9  | 9  | 10 |
| al-Fayha FC  | 11 | 14 | 13 | 13 | 14 | 15 | 15 | 15 | 13 | 13 | 12 | 13 | 12 | 13 | 11 | 11 | 12 | 11 | 8  | 11 | 10 | 10 | 11 | 12 | 12 | 12 | 12 | 12 | 13 | 11 |
| Abha Club    | 6  | 10 | 12 | 10 | 13 | 14 | 12 | 9  | 8  | 7  | 8  | 9  | 6  | 7  | 7  | 8  | 9  | 9  | 11 | 12 | 12 | 11 | 9  | 10 | 10 | 10 | 9  | 11 | 11 | 12 |
| al-Wahda     | 12 | 12 | 11 | 12 | 12 | 12 | 11 | 12 | 12 | 12 | 13 | 12 | 13 | 12 | 13 | 13 | 14 | 13 | 13 | 13 | 13 | 13 | 13 | 13 | 13 | 13 | 13 | 13 | 12 | 13 |
| Khaleej Club | 14 | 13 | 14 | 14 | 11 | 13 | 14 | 14 | 15 | 14 | 15 | 15 | 14 | 14 | 14 | 14 | 13 | 14 | 14 | 14 | 14 | 14 | 15 | 15 | 14 | 14 | 14 | 14 | 14 | 14 |
| Al-Adalah FC | 16 | 15 | 15 | 15 | 15 | 11 | 13 | 13 | 14 | 15 | 14 | 14 | 15 | 15 | 15 | 15 | 15 | 15 | 15 | 15 | 15 | 15 | 14 | 14 | 15 | 15 | 15 | 15 | 15 | 15 |
| al-Batin     | 15 | 16 | 16 | 16 | 16 | 16 | 16 | 16 | 16 | 16 | 16 | 16 | 16 | 16 | 16 | 16 | 16 | 16 | 16 | 16 | 16 | 16 | 16 | 16 | 16 | 16 | 16 | 16 | 16 | 16 |

## Ergebnisse
Die Kreuztabelle stellt die Ergebnisse aller Spiele dieser Saison dar. Die Heimmannschaft ist in der linken Spalte, die Gastmannschaft in der oberen Zeile aufgelistet.
| Saison 2021/22 | ABH | ADA | BAT | ETT | FAT | FAY | HIL | ITT | KHA | NAS | RAE | SHA | TAA | TAI | WAH | DAM |
| -------------- | --- | --- | --- | --- | --- | --- | --- | --- | --- | --- | --- | --- | --- | --- | --- | --- |
| Abha Club      |     | 1:0 | 3:2 | 2:1 | 2:2 | 1:1 | 0:3 | 1:2 | 2:0 | 0:3 | 2:1 | 0:4 | 1:1 | 2:1 | 1:2 | 2:1 |
| Al-Adalah FC   | 0:2 |     | 1:1 | 0:2 | 2:1 | 2:1 | 2:0 | 0:3 | 2:0 | 0:5 | 0:3 | 0:1 | 2:1 | 2:2 | 1:2 | 0:2 |
| al-Batin       | 1:3 | 2:2 |     | 1:0 | 0:5 | 0:0 | 1:0 | 1:2 | 1:0 | 0:4 | 1:2 | 2:4 | 0:1 | 4:3 | 2:0 | 2:2 |
| al-Ettifaq     | 2:1 | 3:2 | 3:0 |     | 0:4 | 1:0 | 0:0 | 0:3 | 1:0 | 1:1 | 1:2 | 1:0 | 0:1 | 1:2 | 1:1 | 2:0 |
| al-Fateh SC    | 3:0 | 2:4 | 2:0 | 2:0 |     | 0:2 | 0:1 | 1:5 | 2:0 | 2:2 | 1:0 | 4:1 | 0:2 | 2:3 | 1:1 | 1:1 |
| al-Fayha FC    | 2:0 | 1:1 | 2:2 | 0:3 | 3:0 |     | 0:2 | 0:3 | 0:3 | 0:0 | 1:1 | 1:2 | 1:1 | 2:1 | 2:0 | 0:1 |
| al-Hilal       | 2:1 | 2:0 | 3:1 | 3:0 | 1:2 | 2:0 |     | 2:2 | 2:0 | 2:0 | 3:2 | 1:1 | 1:2 | 2:2 | 3:0 | 2:2 |
| Ittihad FC     | 4:0 | 5:0 | 1:0 | 0:2 | 3:1 | 3:0 | 0:1 |     | 2:0 | 1:0 | 0:0 | 2:1 | 3:0 | 2:0 | 1:0 | 3:0 |
| Khaleej Club   | 3:1 | 0:0 | 1:0 | 2:1 | 1:2 | 1:2 | 0:2 | 0:3 |     | 0:1 | 3:0 | 2:3 | 0:2 | 2:2 | 3:2 | 2:0 |
| al-Nassr FC    | 2:1 | 4:1 | 3:1 | 1:0 | 3:0 | 4:0 | 2:2 | 0:0 | 1:1 |     | 4:0 | 3:2 | 2:1 | 2:0 | 1:0 | 2:1 |
| al-Raed        | 3:1 | 2:1 | 3:1 | 1:2 | 0:3 | 2:4 | 1:1 | 0:1 | 0:0 | 1:4 |     | 2:2 | 2:3 | 0:2 | 1:0 | 5:0 |
| al-Shabab      | 2:0 | 1:2 | 3:0 | 3:0 | 1:0 | 3:2 | 3:0 | 1:1 | 4:0 | 0:0 | 1:0 |     | 0:3 | 4:0 | 0:1 | 2:1 |
| al-Taawoun     | 1:3 | 4:1 | 3:1 | 1:1 | 1:2 | 1:1 | 0:4 | 2:1 | 0:1 | 1:0 | 2:1 | 1:1 |     | 2:1 | 2:0 | 1:1 |
| al-Tai FC      | 1:0 | 1:0 | 4:0 | 2:0 | 1:0 | 2:1 | 2:3 | 0:1 | 3:0 | 0:2 | 2:2 | 1:2 | 1:3 |     | 1:2 | 1:3 |
| al-Wahda       | 1:0 | 0:0 | 2:0 | 1:1 | 0:2 | 0:1 | 3:3 | 1:2 | 1:4 | 0:4 | 2:2 | 2:1 | 1:1 | 1:0 |     | 0:2 |
| Damac FC       | 1:0 | 2:2 | 1:0 | 0:0 | 3:1 | 1:1 | 0:1 | 1:1 | 2:1 | 0:3 | 1:2 | 1:4 | 1:2 | 2:0 | 0:0 |     |

## Torschützenliste

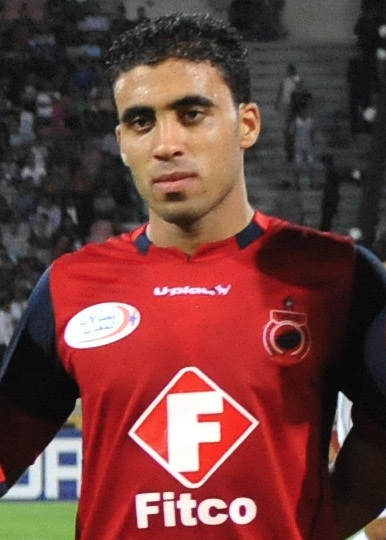
Abderrazak Hamdallah

| Platz | Spieler              | Mannschaft  | Tore |
| ----- | -------------------- | ----------- | ---- |
| 01.   | Abderrazak Hamdallah | Ittihad FC  | 21   |
| 02.   | Talisca              | al-Nassr FC | 20   |
| 03.   | Odion Ighalo         | al-Hilal    | 19   |
| 04.   | Firas al-Buraikan    | al-Fateh SC | 17   |
| 05.   | Cristiano Ronaldo    | al-Nassr FC | 14   |
| 06.   | Cristian Guanca      | al-Shabab   | 13   |
| 06.   | Romarinho            | Ittihad FC  | 13   |
| 08.   | Carlos               | al-Shabab   | 12   |
| 09.   | Mohamed Fouzair      | al-Raed     | 11   |
| 09.   | Aaron Boupendza      | al-Shabab   | 11   |

## TOP Assists

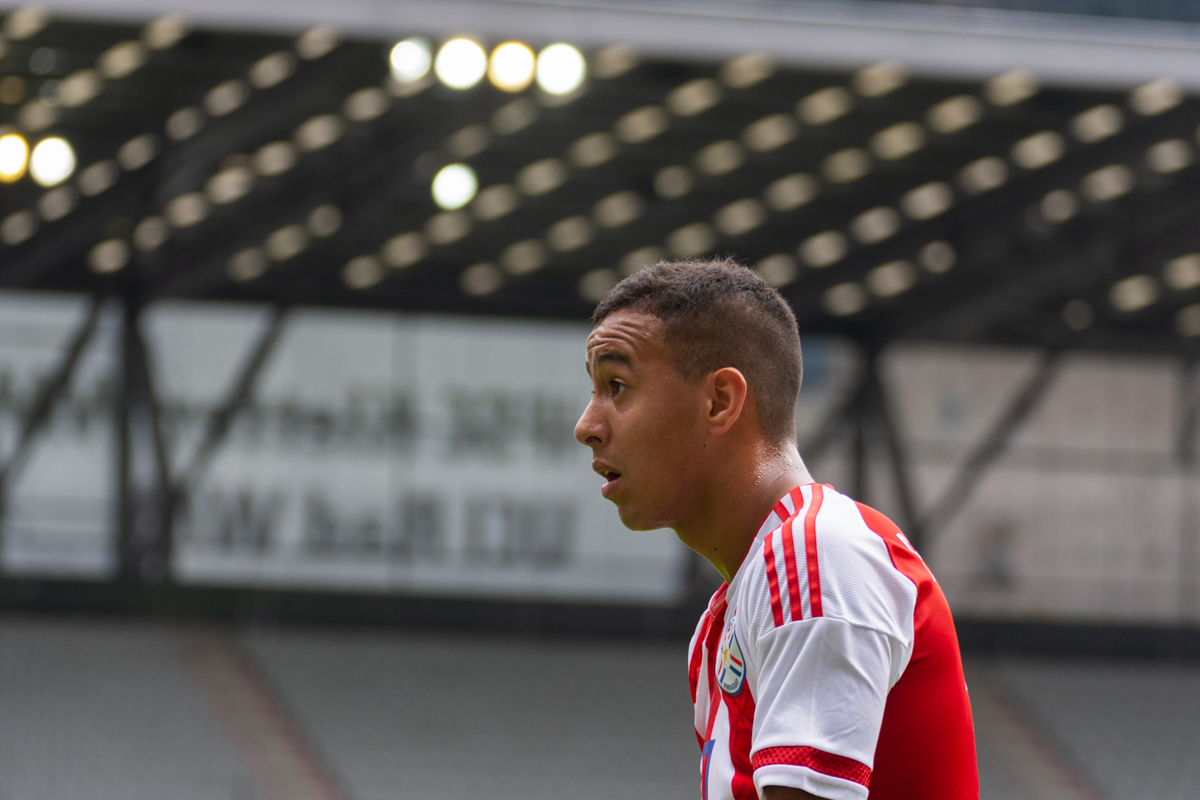
Kaku

| Platz | Name                | Mannschaft  | Assists |
| ----- | ------------------- | ----------- | ------- |
| 1.    | Kaku                | al-Taawoun  | 15      |
| 02.   | Igor Coronado       | Ittihad FC  | 13      |
| 03.   | Knowledge Musona    | al-Tai FC   | 9       |
| 04.   | Fayçal Fajr         | al-Wahda    | 8       |
| 05.   | Mourad Batna        | al-Fateh SC | 7       |
| 05.   | Abdulrahman Ghareeb | al-Nassr FC | 7       |
| 07.   | Saad Bguir          | Abha Club   | 6       |
| 07.   | Sofiane Bendebka    | al-Fateh SC | 6       |
| 07.   | Amir Sayoud         | al-Tai FC   | 6       |
| 07.   | Mohamed Fouzair     | al-Raed     | 6       |
| 07.   | Saleh Al-Amri       | Abha Club   | 6       |

## Hattricks
| Spieler              | Verein      | Gegnerischer Verein | Ergebnis | Datum             |
| -------------------- | ----------- | ------------------- | -------- | ----------------- |
| Knowledge Musona     | al-Tai FC   | Khaleej Club        | 3:0 (H)  | 6. Oktober 2022   |
| Talisca              | al-Nassr FC | al-Raed             | 4:1 (A)  | 16. Dezember 2022 |
| Cristiano Ronaldo 4  | al-Nassr FC | al-Wahda            | 4:0 (A)  | 10. Februar 2023  |
| Cristiano Ronaldo    | al-Nassr FC | Damac FC            | 3:0 (A)  | 25. Februar 2023  |
| Abderrazak Hamdallah | Ittihad FC  | al-Fateh SC         | 5:1 (A)  | 18. März 2023     |
| Karim El Berkaoui    | al-Raed     | al-Batin            | 3:1 (H)  | 2. Mai 2023       |
| Mohamed Fouzair      | al-Raed     | Damac FC            | 5:0 (H)  | 15. Mai 2023      |
| Aaron Boupendza 4    | al-Shabab   | Damac FC            | 4:1 (A)  | 1. Juni 2023      |

4 Vier Tore in einem Spiel

## Weiße Weste (Clean Sheets)

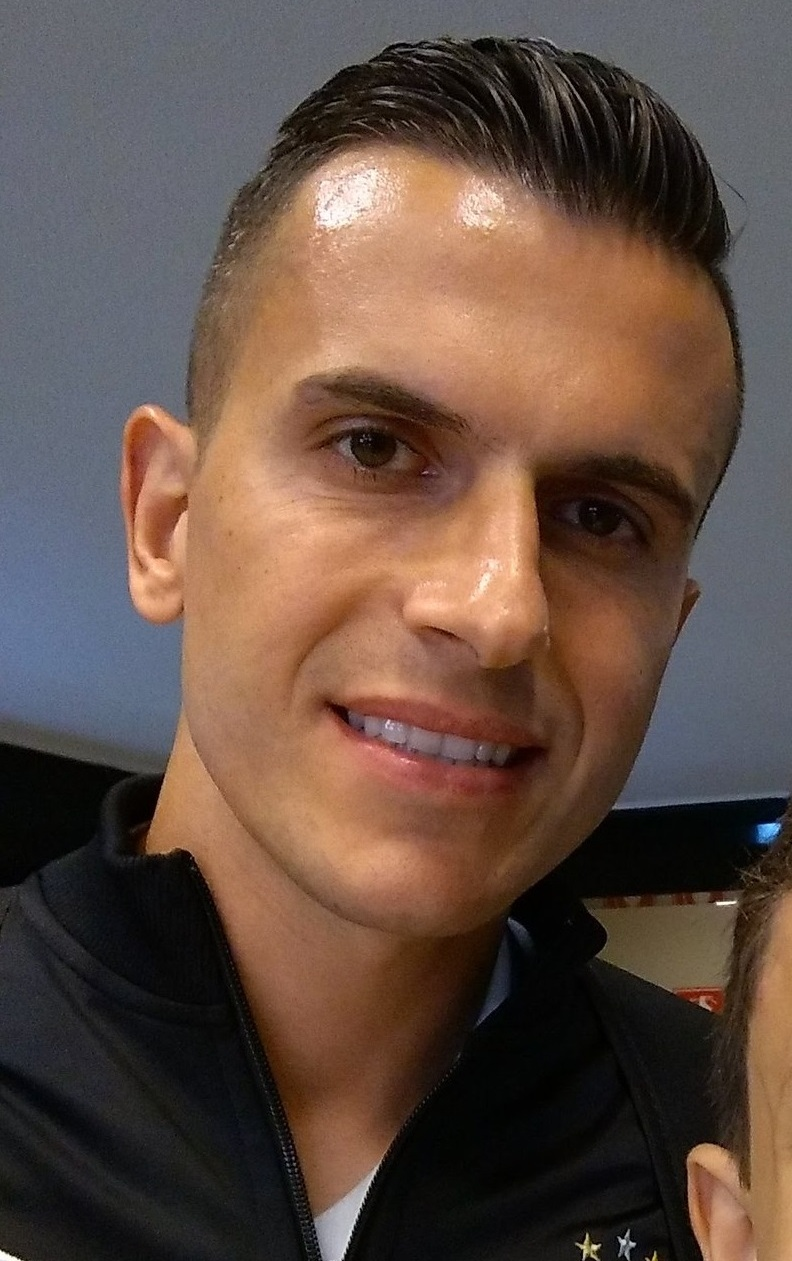
Marcelo Grohe

Stand: Saisonende 2022/23
| Platz | Spieler            | Mannschaft  | Clean sheets |
| ----- | ------------------ | ----------- | ------------ |
| 1.    | Marcelo Grohe      | Ittihad FC  | 18           |
| 2.    | Abdullah al-Mayouf | al-Hilal    | 12           |
| 3.    | Kim Seung-gyu      | al-Shabab   | 11           |
| 3.    | Paulo Victor       | al-Ettifaq  | 10           |
| 5.    | David Ospina       | al-Nassr FC | 8            |
| 5.    | Jacob Rinne        | al-Fateh SC | 8            |
| 5.    | Moustapha Zeghba   | Damac FC    | 8            |
| 8.    | Victor Braga       | al-Tai FC   | 7            |
| 8.    | Vladimir Stojković | al-Fayha FC | 7            |
| 10.   | Nawaf al-Aqidi     | al-Nassr FC | 6            |
| 10.   | Mailson            | al-Taawoun  | 6            |

## Zuschauerzahlen
| Platz | Mannschaft   | Gesamt- zuschauerzahl | Höchste Zuschauerzahl | Niedrigste Zuschauerzahl | Durchschnittliche Zuschauerzahl |
| ----- | ------------ | --------------------- | --------------------- | ------------------------ | ------------------------------- |
| 1.    | Ittihad FC   | 606.796               | 59.892                | 19.694                   | 40.453                          |
| 2.    | al-Nassr FC  | 264.567               | 23.248                |                          | 17.638                          |
| 3.    | Al-Adalah FC | 193.681               | 18.025                | 7.392                    | 12.912                          |
| 4.    | al-Fateh SC  | 161.785               | 17.631                | 2.929                    | 10.786                          |
| 5.    | al-Hilal     | 143.110               | 24.674                | 3.714                    | 9.541                           |
| 6.    | al-Taawoun   | 109.642               | 19.478                | 2.767                    | 7.310                           |
| 7.    | al-Tai FC    | 109.317               | 9.632                 | 5.584                    | 7.288                           |
| 8.    | al-Wahda     | 100.673               | 28.678                | 284                      | 6.712                           |
| 9.    | al-Raed      | 89.607                | 19.942                | 1.423                    | 5.974                           |
| 10.   | Khaleej Club | 84.574                | 15.355                | 1.000                    | 5.638                           |
| 11.   | al-Ettifaq   | 83.421                | 17.183                | 1.225                    | 5.561                           |
| 12.   | al-Shabab    | 68.867                | 9.379                 | 767                      | 4.591                           |
| 13.   | Damac FC     | 62.082                | 13.434                | 311                      | 4.139                           |
| 14.   | al-Fayha FC  | 57.905                | 6.291                 | 2.068                    | 3.860                           |
| 15.   | Abha Club    | 53.953                | 13.422                | 386                      | 3.597                           |
| 16.   | al-Batin     | 51.274                | 4.096                 | 3.182                    | 3.418                           |
|       | Gesamt       | 2.241.254             | 59.892                | 284                      | 9.339                           |